# طنان أخضر اللحية
طنان أخضر اللحية (الإسم العلمي:Capra aegagrus chialtanensis)، هو نوع يتبع جنس الطنان الملتحي من فصيلة الطنان ضمن رتبة السماميات. يستوطن شرق كولمبيا.